# Jungjäger
Als Jungjäger bezeichnet man unabhängig vom Lebensalter im Jagdwesen einen angehenden Jäger, der die Jagdscheinprüfung abgelegt und den ersten Jagdschein erhalten hat.

## Deutschland
Während der Begriff Jungjäger selbst in Deutschland nicht rechtlich definiert ist, gilt man gemeinhin in den ersten drei Jahren nach Erhalt des Jagdscheins als solcher.
Die Jagdpachtfähigkeit, also die Berechtigung ein Jagdrevier zu pachten, erreicht ein Jäger (mit Ausnahme des Bundeslandes Sachsen) erst, nachdem er drei Jahre lang einen Jagdschein besitzt.
Bis in die 1970er Jahre war für Jungjäger eine dreijährige Ausbildungszeit beim Lehrprinzen Pflicht. Der Nachweis über die Zeit beim Lehrprinz musste auch erbracht werden, wollte der Jäger ein Revier pachten. In der Vergangenheit absolvierten an der Jagd Interessierte vor der Jagdscheinprüfung einen neunmonatigen Kurs. Dieser wurde – und wird auch heute noch – zumeist von den Kreisjägerschaften angeboten. Seit den späten 1990er Jahren haben professionelle Jagdschulen einen großen Anteil an der Ausbildung zur Jagdscheinprüfung. Dort wird, in zumeist zwei oder drei Wochen dauernden Kursen, das zur Prüfung nötige Wissen vermittelt.